# Borowice (województwo mazowieckie)
Borowice – wieś w Polsce położona w województwie mazowieckim, w powiecie płockim, w gminie Bodzanów.
W skład sołectwa Borowice i Łagiewniki wchodzi także wieś Łagiewniki.
Prywatna wieś szlachecka, położona była w drugiej połowie XVI wieku w powiecie płockim województwa płockiego. Jej obecna część, Jaszczółtowice, przez pewien okres w XVI wieku była tymczasową siedzibą sądu grodzkiego dla Płocka, podczas zarazy w tym mieście.
Od 1 stycznia 1973 do 31 grudnia 1974 w gminie Borowiczki. 1 stycznia 1975 sołectwo Borowice włączono do gminy Bodzanów.
W latach 1975–1998 miejscowość administracyjnie należała do województwa płockiego.